# Klimonas
Klimonas is een archeologische site in Agios Tychonas in Cyprus. De site dateert uit 9100 v.Chr. en het Prekeramisch Neolithicum A.
Klimonas is de oudste neolithische nederzetting in Europa. Er werden gedomesticeerde dieren gehouden, zoals honden en katten.